# Adari
Adari là một thị xã và là một nagar panchayat trong quận Mau trong bang Uttar Pradesh của Ấn Độ.

## Cơ cấu dân số
Theo điều tra dân số Ấn Độ năm 2001, Adari có dân số 12.006 người. Nam giới chiếm 52% dân số, nữ giới chiếm 48% dân số. Adampur có tỷ lệ biết chữ bình quân 55%, thấp hơn mức trung bình 59,5% của toàn quốc; với 60% đàn ông và 40% phụ nữ biết chữ. 22% dân số có độ tuổi dưới 6.